# Collegio Orientale
Il Collegio Orientale (l'ufficiale abbreviazione: COr) in Eichstätt in Baviera è un collegio  che serve alla formazione dei candidati per il presbiterato ed anche agli studi di specializzazione post laurea per i sacerdoti provenienti dalle diverse Chiese di rito orientale. Esso inoltre offre la possibilità di studiare nello stato di famiglia. Questa è una peculiarità sia per i sacerdoti stessi che per i seminaristi.

## Storia
Il 1 settembre 1998 il collegio è stato fondato con l'azione del vescovo di allora  della diocesi di Eichstätt Walter Mixa. Il COr si sottopone al vescovo della diocesi di Eichstätt.

## Caratteristiche e finalità
Il collegio viene alloggiato accanto al seminario diocesano Collegium Willibaldinum e accoglie circa 40 studenti della  Chiesa greco-cattolica ucraina, della Slovacchia, Polonia, della Chiesa cattolica greco-melchita, della  Chiesa maronita, della Chiesa cattolica siro-malabarese e della  Chiesa cattolica siro-malankarese in India. Insieme con gli studenti cattolici studiano anche i seminaristi ortodossi della Chiesa ortodossa ucraina (Patriarcato di Mosca), della  Chiesa apostolica autocefala ortodossa georgiana  e della Chiesa apostolica armena. La vita nel Collegio Orientale va coniata per mezzo del Typikon  religioso e attraverso lo studio della  Teologia  cattolica con il punto focale oriente-ecclesiastico presso l'Università Cattolica di Eichstätt-Ingolstadt. Da qui deriva il suo scopo che è ecumenico. Gli studenti dalle diverse Chiese Orientali sono invitati a studiare, a pregare, insomma a vivere insieme. Ognuno di loro ha una buona occasione per rilevare per sé stesso spiritualità orientale e la Liturgia .

## Liturgia
Le messe (Liturgie divine, Vespro, Komplet) sono prevalentemente nel rito bizantino. Nel collegio vicino alla cappella principale c'è pure la cappella siriaca e quella copta. Nel caso in cui nel COr studiano i sacerdoti appartenenti al rito siriaco oppure quello copto, le messe vengono fatte nei loro riti. A proposito dei servizi divini, essi si svolgono in lingua tedesca. Ciò va fatto a causa delle diverse nazionalità dei seminaristi. Inoltre questo rende possibile le visite per i credenti dai dintorni.

## Rettori
- Andreas Thiermeyer (1998-2008)
- Paul Schmidt (2008-2014)
- Oleksandr Petrynko (dal 2014)